# 竹南神社
24°41′18″N 120°52′20″E / 24.688436°N 120.872187°E
竹南神社為台灣日治時期新竹州竹南街的神社，於1940年落成。現址為中興商工。

## 介紹
竹南神社的設立是基於第二次世界大戰的非常時局，當局為了推行皇民化運動和皇道精神，故以皇紀2,600年（1940年）為契機，由竹南街有志之士組成「竹南神社御造營奉贊會」申請設立竹南神社，此申請於1939年7月15日經臺灣總督府許可。其於1940年12月7日舉行鎮座式落成啟用，祭神為北白川宮能久親王、豐受大神、大國魂命、靈代為神鏡，例祭日為10月20日。
竹南神社位於新竹州竹南郡竹南街營盤邊，當時地處橫跨中港、竹南、營盤邊、鹽館前四大字的竹南沖積平原的高地上，距離竹南和中港兩市街約600公尺，附近住家稀少，並可遙望中港和海口聚落。神社境地約5,860坪，建造費50,000圓，神社設施包含具向拜（延長屋簷）的流造式本殿、祝詞殿、流造式拜殿、拜殿向拜、神門、手水舍、社務所、宿舍、鳥居、伊號玉垣、神門脇屋根附玉桓、波號玉桓、本殿周圍玉桓、玉桓透塀、呂號玉桓、常夜燈、社號標、揭示場、燈籠。

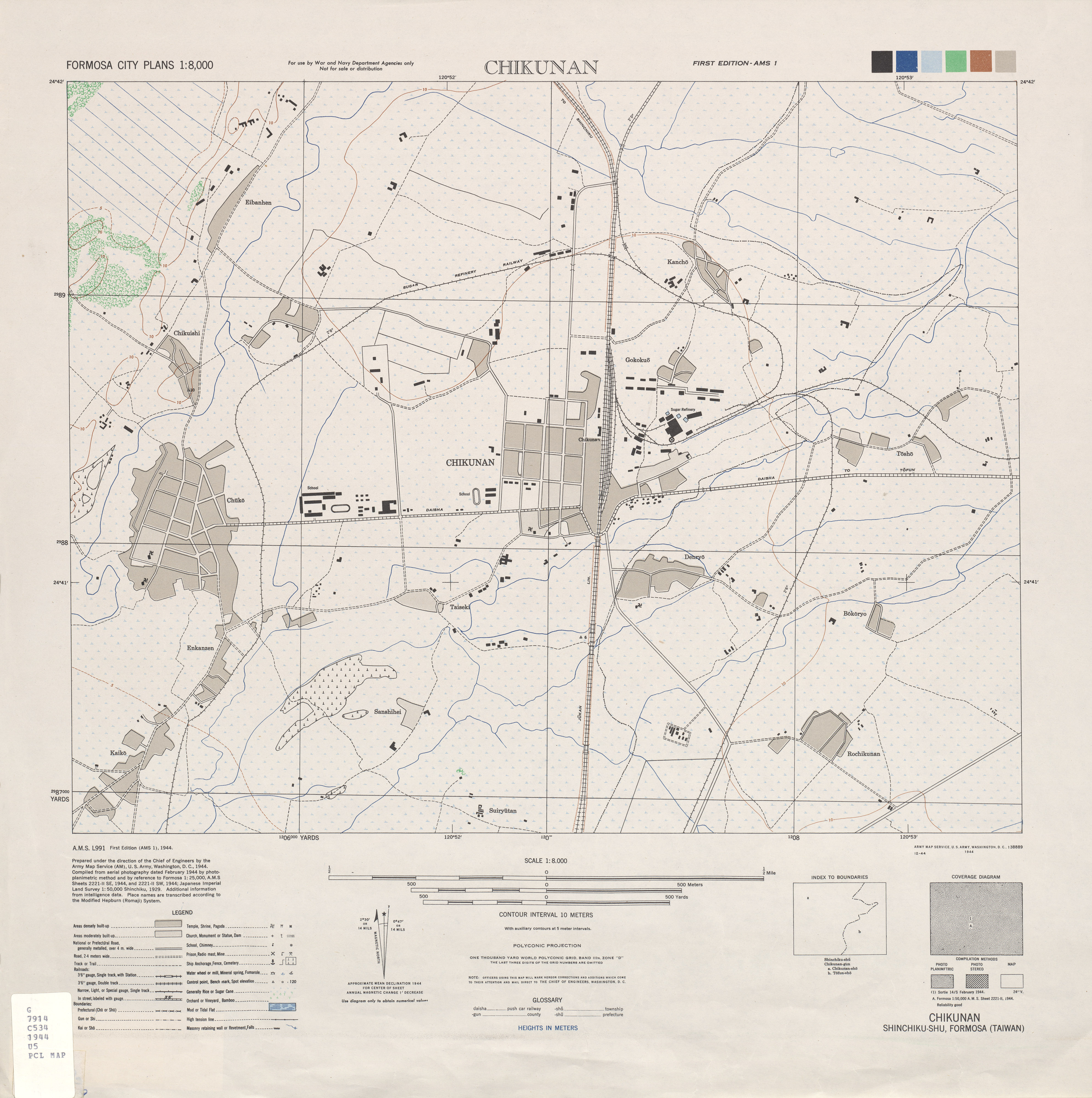
1944年竹南街地圖，在竹南及中港聚落間可見竹南神社

## 社掌
竹南神社的初任社掌係由新竹神社社司「宮嶋由多加」兼任，第二任社掌為「泉實衛」，其任期自1941年至終戰。